# 罗姆语
罗姆语（Romani，又称吉卜赛语或茨冈语）是罗姆人和信德（Sinti）社群的语言。罗姆语属于印度-雅利安语支语言。
分析罗姆语得知，它与印度北部的语言相近，尤其是旁遮普语。在语言学上的关系，相信可引证罗姆人的地理源头。罗姆语的外来词，可追查到罗姆人向西迁移的模式。罗姆人来自印度次大陆（或现在印度北部或巴基斯坦地区）。
罗姆语、旁遮普语和波什哈里语有一些相同词和语法系统。
罗姆人没有固定的居住点，亦没有国家以罗姆语作为官方语言。现在，罗姆语分成为不同的方言。

## 使用者分布
- 罗马尼亚 - 273,500 (1.2%)
- 斯洛伐克 - 253,943 (4.8%)
- 捷克 - 200,000 (1.7%)
- 保加利亚 - 187,900 (2.48%)
- 匈牙利 - 150,000 (1.5%)
- 阿尔巴尼亚 - 60,000 (1.67%)
- 希腊 - 40,000 (0.36%)
- 瑞典 - 20,000 (0.22%)
- 土耳其 - 10,633 (1960年普查)

### 引用
1. ↑  UNESCO Atlas of the World's Languages in danger, UNESCO